# Jerónimo de Heredia

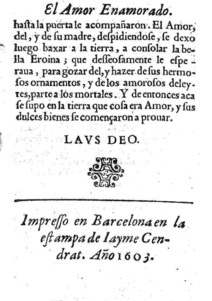
Guirnalda de Venus Casta y El Amor Enamorado, poemas propios y traducción de Minturno por Jerónimo de Heredia

Jerónimo de Heredia (Tortosa, 1564 - Barcelona, 1612), también conocido como Hierónymo de Heredia en castellano antiguo y Jeroni d'Herèdia i Aduart en dialecto catalán tortosino, fue un caballero y poeta del Renacimiento en lengua castellana.

## Biografía
Fue conocido por su cancionero de talante petrarquista Guirnalda de Venus casta y por traducir al castellano El Amor enamorado (L'Amore innamorato) de Antonio Sebastiani Minturno, 1559.
En su cancionero, autobiográfico, canta desde Tortosa, bajo el nombre de Arcelio, al amor no correspondido por una amada que se oculta bajo el sobrenombre de Celia o Arcelia. Su estado evoluciona desde un amor ingenuo al desamor, y a una posterior imperturbabilidad. Es conocido como "el Cisne del Ebro" o "el Petrarca tortosino". 
Nació en Tortosa en 1564, el mismo año que William Shakespeare. Su padre Juan de Heredia costeó la edificación de la Torre de Sant Joan de Alfacs en el Delta el Ebro y se arruinó, pasando sus días como monje en el monasterio cisterciense de Santa María de Benifassà. Jerónimo vivía en la calle Montcada de Tortosa. Participó en la campaña tortosina en 1596 y pasó 3 años en Sicilia como militar, en los que aprendió la lengua y literatura de sus contemporáneos sicilianos y napolitanos. En 1598 se habilita el Hospital de la Santa Creu, junto a la catedral tortosina, como patio de comedias. En 1600 participa en la justa poética celebrada en Valencia por el traslado de la reliquia de San Vicente Ferrer. Allí se codea con literatos como los dramaturgos Tárrega o Virués. Participa con 4 sonetos, unas redondillas, unas estancias y una canción. En 1601, junto a su amigo Joan Desi, toma parte con 7 canciones en la justa poética en Barcelona, por la canonización de san Raimundo de Peñafort. Se casó con la hija del también militar y escritor barcelonés Joaquín Setantí. En 1602 es armado caballero y cuatro años más tarde residía en Barcelona, donde publica su obra. Se le conoce como hombre honrado y dedicado a la literatura. En 1609 es nombrado veguer de Tortosa.

## El cenáculo poético tortosino
Aunque no se conoce una academia que reúna al vasto número de escritores que vivieron en Tortosa a finales del siglo XVI, sí que se puede hablar de un cenáculo de poetas congregados en torno a la figura de Juan Suárez de Godoy, mercedario y lector de la Seo, sevillano afincado en Tortosa y obligado a dejar la diócesis dertosense acusado de ir a farsas y saraos y tratar con mujeres. Su principal obra es Tesoro de varias consideraciones, en las que hay traducciones de Ovidio, Lucrecio, Virgilio, Horacio, Tíbulo, Petronio, Boecio, Alciato y Petrarca. Incluye versos propios italianizantes, petrarqusitas, de temática clásica pagana, alternando heptasílabos y endecasílabos. 

La muerte de Felipe II hizo confeccionar una relación de sucesos conmemorativa, Muerte y Honras de la majestad del rey Philipe, hechas en la ciudad de Tortosa (1599), que reúne sonetos y epigramas de varios poetas tortosinos: Jerónimo de Heredia, Melcior Figuerola (arcipreste de Morella), Vicent García, poeta prohibido por la Inquisición y más conocido como "el Rector de Vallfogona". Por último, Joan Desí, amigo de Hierónymo, pintor con su taller en la calle Taules Velles y poeta que tradujo por primera vez La Divina Semana del hugonote Guillaume Salluste du Bartas, de reminiscencias neoplatónicas aunque también lucrecianas.
Ésta pléyade de poetas no se disgrega, como vemos en 1609, cuando el dominico Jaume Rebullosa, prior de convento de Tortosa, publica Vida y milagros del divino Oleguer. En los preliminares hay poemas de Jerónimo de Heredia, Isabel de Heredia (hermana del poeta), Vicent García, Duarte Dies, portugués afincado en la ciudad y Galcerán Albanell.
En 1615, con motivo de la beatificación de Santa Teresa, todavía se celebran torneos de poesía en la calle San Antonio, junto a actuaciones por las calles, danzas, entrada de la Santa a la ciudad y batallas de fragatas por el Ebro. El claustro del convento carmelita del Miracle se engalana con seda y poemas (epigramas, octavas, sonetos y liras).

## Obra
Su obra conservada consta de:
- Guirnalda de Venus Casta y el Amor Enamorado, cancionero petrarquista.
- Poesía laudatoria en el prólogo de Vida y milagros del divino Oleguer de Jaume Rebullosa.
- Un soneto laudatorio en los preliminares de Thesoro de varias consideraciones... de Suárez de Godoy.
- Quintillas, una canción y tres sonetos elegíacos en Muerte y Honras... de Suárez de Godoy.
- 1 soneto en la Divina Semana de Joan Desí.

### Guirnalda de Venus casta
Es la principal obra de este poeta del desamor, su cancionero y verdadera antología de su poesía amorosa. Lo imprimió en Barcelona (1603) Jayme Cendrat. El tema erótico y elegante acoge influencias de Petrarca y de los napolitanos Bernardo Tasso, Jacopo Sannazaro y Luigi Tansillo. En el preámbulo encontramos poemas dedicados por parte de Melcior de Figuerola, Joan Desi, Duarte Dies y su hermana Isabel de Heredia, entre otros. Arcelio canta desde Tortosa, a orillas del Ebro, igual que Petrarca canta desde Aviñón y la fuente de Vaucluse.
De amor la ofensa, en mi edad primera / engendrada en el mar de tu quebranto / Negra corneja, entre los cisnes, canto / que el Ebro cría en su ciudad postrera. (Soneto II).
En la Letra I, canta a su río y a su amor o más bien desamor silencioso. Es en la ribera del Ebro, en sus arenas, donde encuentra su desahogo de alma, su lugar ameno:
Río de Tortosa, / de hondo seno; / si callado corres, / callado peno. // Río de Tortosa, / tu veloz carrera / descansar espera / en la mar hondosa. // Tu curso espacioso / y arena infinita...
Hay que destacar que Celio es un malnom y un topónimo muy conocido en Tortosa (Barranc d'en Celio). Arcelia pudiera ser tal vez una dama de las que paseaban por entonces por la calle Gentildones del barrio de Remolins, la antigua judería, de enriquecidos propietarios durante el Renacimiento.
En un primer momento, Jerónimo esperaba un amor puro, tanto sensual como intelectual, de la dama. A lo largo de 55 sonetos, describe la anatomía de Arcelia en cada soneto (a los cabellos, a los ojos, a la frente, a las cejas, a las manos, al cuello, a la nariz, a las mejillas, al ceño airado...). Este elogio de cada detalle, de cada parte del cuerpo, que conforma el clásico tópico literario de descriptio puellae, es algo novedoso en España. Al igual que Garcilaso, compara la belleza de su amada con la Naturaleza:
Más miro entre esa nieve y luz ardiente / que en vos solo mostró Naturaleza / la inmensa fuerza de la que es divina (Soneto VI).
Sin embargo, Arcelia es cruel y el poeta canta su amargo dolor, su desengaño, su cambio de estado... La pena que es como el mar: "Tú tienes viento siempre y movimiento / yo viento de suspiros inflamado; / tú bañas tu ribera, y yo bañado / me veo el triste rostro macilento. / Tú tras la una ola otra envías / a mí tras un dolor otro me viene. / Tú tiemblas, yo tiemblo y ardo vivo" Soneto XXIII.
Tradujo en el Soneto XX, sobre los celos un soneto de Bernardo Tasso "Pallida gelosia, ch'a poco a poco as celoso monstruo de me fin sediento". Trata del bien pasado cuando todo era ilusión en el soneto XXIV "Este prado, esta encina, cueva y fuente /son Tirsi los testigos do algún día/ ví de la pastorcilla dulce mía / humilde la ya altiva hermosa frente". De un "locus amoenus" inicial, muda su estado a un temps fugit desesperanzado, un lugar que sigue igual pero que en el interior del poeta ha cambiado "¡Oh, triste caso; oh, lamentable historia! / ¡Oh, subita mudanza; oh, mal interno! / ¡Oh encina, oh cueva, oh fuente, oh prado! / Pues que fuisteis testigos de mi gloria / y agora sois tetigos de mi infierno, / gemid conmigo mi mortal cuidado". Es tanto su dolor que incluso se plantea la venganza en el soneto XXVI. Sin embargo, toma una postura de resignación y imperturbabildad estoica. Sigue cantando a la constancia de su pena y a la desesperanza, pero desde una perspectiva más despreocupada. Heredia nombra en los sonetos XLIII y XLVI a su amigo poeta Tirsi, enamorado de Ángelica o Filis. Se podría tratar de su amigo Joan Desi. Son cantos sobre la ausencia.
En el soneto 52, sobre "Que solo se debe estimar al discreto", trata los tópicos del tempus fugit, collige virgo rosas y el tema epicúreo-horaciano de la vida apartada y feliz, beatus ille: "La soberbia riqueza, instable suerte / la consume y deshace en un momento / las gracias, las hermosura y el contento / se acaban con el tiempo o con la muerte. / Ninguna cosa dura eterna y fuerte, / sino en un levantado pensamiento / quen la virtud y letras hace asiento / lejos de la ignorancia fría, inerte."
En el soneto L menciona un forzoso apartamiento y se compara a Orfeo: "Más sin en la cárcel tan dura y tenebrosa / mi Orfeo quereis ser de eterno nombre / oiga de vuestro canto la dulzura". En las 5 siguientes canciones es un liberto (Canción III, a un amor secreto) epicúreo que recela y canta al desengaño del amor. En la canción IV ("Que ausentaban su dama el verano") retoma de nuevo el tópico bucólio del locus amoenus y el beatus ille: "El cauto agricultor, el parto caro/ del seno de la tierra ha recogido", es un canto pesumbroso "Ahora que brama el mar, llora la tierra" que encarna una lucha por recuperar la naturaleza y la ilusión perdida. Sin embargo, en la última canción, más ovidiana "Que el amor vence a la razón", al igual que Horacio en sus Odas, el amor le vuelve a esperanzar. El resto del cancionero lo forman una serie variada de composiciones: letras, décimas, romances sextinas, redondillas y villancicos.
La belleza que adora Heredia, en tanto que parezca, no es idealizada, sino natural. En la Décima III trata de dos damas que siendo hermosas se afeitaban "De que sirve ensortijar/ las hermosas hebras de oro/ pues sin aquello os adoro/ ¿cuanto se puede esperar?/ de que sirve procurar en cubrir vuestra belleza/ y el don de Naturaleza/ señoras, si la hermosura/ gozada en su fuente pura/ es de más gusto y fineza." "Aquel natural color/ de las hierbas y la flor/ que adornan el campo hermoso/ que es más bello y deleitoso/ y se conserva mejor" y en Otras III canta una oda a los cabellos sueltos y no trenzados.
En "Otras" llega a arremeter, como buen lucreciano, contra el amor. Muy interesantes también son sus romances. En el romance V, a Tirsi ausente, renueva la alabanza pastoril hacia los lugares amenos. En el Romance VIIII "A la ingrata Arcelia", trata el tema de Collige, virgo, rosas que ya pasa factura (la belleza exterior es caduca). Heredia se muestra, maduro y compasivo en el Romance XI "Encareciendo una viuda su mal".

### El Amor Enamorado
Se trata de una traducción de la novela pastoril L'Amore Innamorato de Antonio Minturno, que Jerónimo de Heredia incluye en su Guirnalda de Venus casta. 
Se la dedica en 1603 a la virreina napolitana Catalina de Caraccoli, esposa de Hector Pignateli, duque de Monteleón, recién nombrado virrey de Barcelona. Publicada la original en Venecia en 1559, el también autor de una obra horaciana y petrarquista Arte poética, narra en esta ocasión la vida de los pastores y ninfas de Sicilia, tema virgiliano ya tratado por Jacopo Sannazaro. Hay que destacar la gran repercusión que tuvo esta traducción en la novela pastoril española y para el propio Heredia.

## Enlaces a su obra
- Guirnalda de Venus Casta y el Amor Enamorado
- Estudis sobre la cultura literària a Tortosa a l'edat moderna, Enric Querol Coll
- Novela Pastoril en la Biblioteca virtual Cervantes
- Guirnalda de Venus Casta en la Biblioteca virtual Cervantes (enlace roto disponible en Internet Archive; véase el historial, la primera versión y la última).

- Datos: Q5929652